# Luna (pesem, Moya)
»Luna« je pesem slovenske pevke Mojce Štoka (Moye).
Posneta je bila v studiu Tramon.
Izšla je 26. julija leta 2022 v pretočni obliki kot šesti singel z albuma Samo Moya.

## Seznam posnetkov
| Št.             | Naslov          | Besedilo        | Glasba              | Priredba        | Dolžina |
| --------------- | --------------- | --------------- | ------------------- | --------------- | ------- |
| 1.              | „Luna‟          | M. Štoka        | M. Štoka, J. Baruca | J. Baruca       | 3:32    |
| Skupna dolžina: | Skupna dolžina: | Skupna dolžina: | Skupna dolžina:     | Skupna dolžina: | 3:32    |

## Melodije morja in sonca 2022
S pesmijo »Luna« je Moya nastopila 9. julija 2022 na 41. festivalu Melodij morja in sonca v Portorožu in zasedla 8. mesto.
Luna riše sence v mestu, ki že spi,
 morje liže rane, da malo zaskeli,
 a nekje ... nekoč,
 ko sklenjen bo obroč,
 luna iz sveta bo sence izbrisala.— Moya v pesmi »Luna«

## Videospot
Videospot za pesem »Luna« je nastal v Pikol Lake Village blizu Nove Gorice.
Režiral in uredil ga je Perica Rai, asistent je bil Kristjan Vatovec, barve Simon Gosnik.
Za make-up je poskrbela Svetlana Cigoj, Moyina obleka je delo Tjaše Škapin.
Video je bil objavljen 26. julija 2022.

## Sodelujoči
- Mojca Štoka – Moya – vokal
- Sara Faganel – spremljevalni vokal
- Yan Baray – Jan Baruca – kitara, banjo
- Teo Korenika – bas kitara
- Luka Jeraša Kuljo – bobni

### Produkcija
- Jan Baruca – producent, priredba
- Mediaspot – video produkcija
- Perica Rai – režija
- Kristjan Vatovec – asistent